# Belphégor

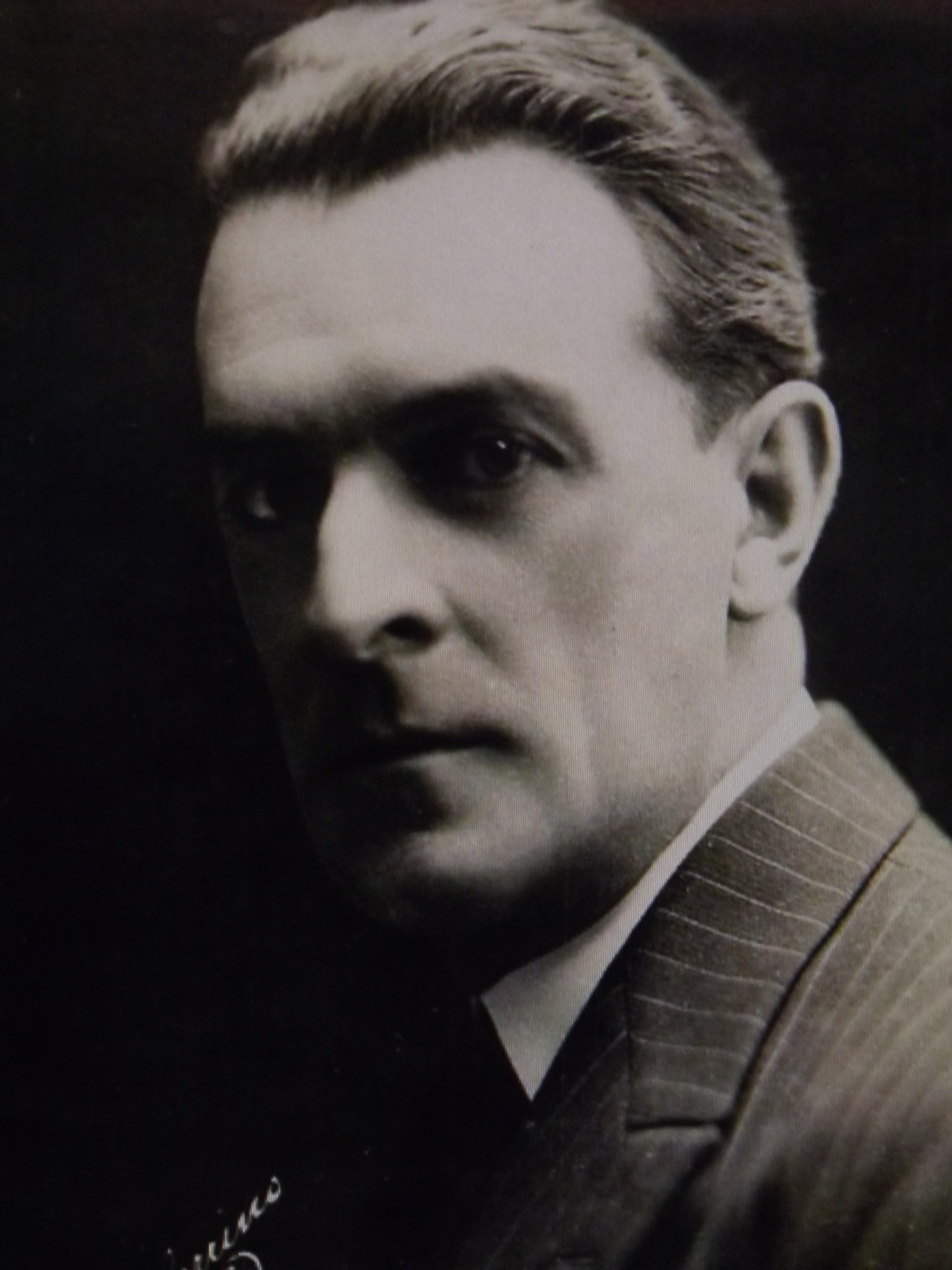
René Navarre, que personifica Chantecoq no seriado.

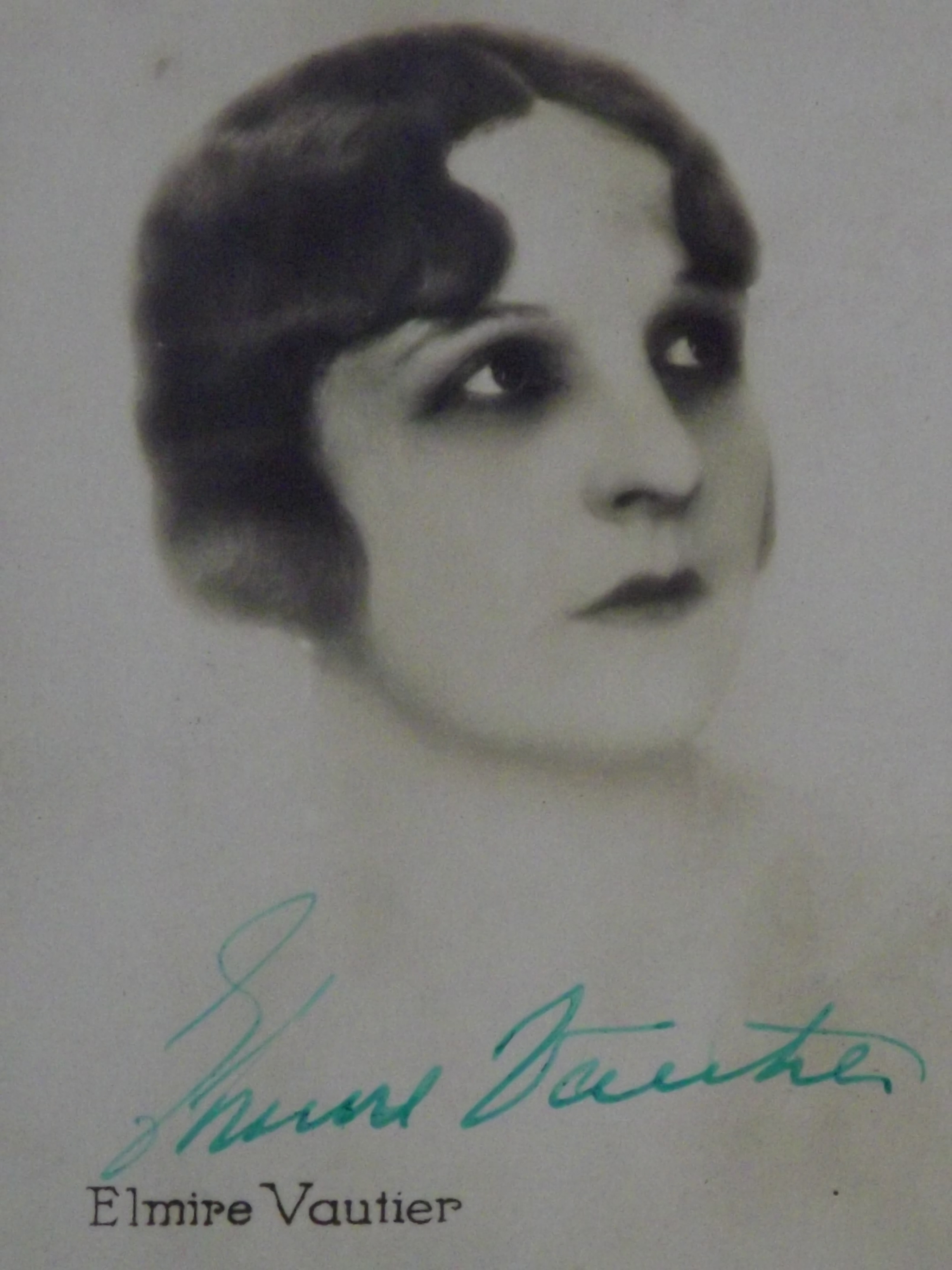
Elmire Vautier, que personifica Simone Desroches no seriado.

Belphégor é um seriado francês de 1927, no gênero suspense, dirigido por Henri Desfontaines, em 4 capítulos, estrelado por René Navarre, Elmire Vautier e Lucien Dalsace. O seriado foi produzido pela Société des Cinéromans e distribuído pela Pathé Consortium Cinéma, e veiculou nos cinemas franceses a partir de 10 de fevereiro de 1927. Foi baseado no livro de Arthur Bernède, Belphégor, de "Les Romans Mystérieux", publicado pela Tallandier em 1927, em 4 capítulos: Le Mystère du Louvre, De Mystère en Mystère, Le Fantôme Noir e Les Deux Polices.
A história foi adaptada, posteriormente, para a minissérie da TV francesa, Belphegor, em 1965. Em 2001, lançado o filme Belphégor - Le fantôme du Louvre.

## Sinopse
Um fantasma, Belphegor, está assombrando o Louvre, à procura do Tesouro dos Reis da França, escondido sob o Museu. Os vilões são desmascarados pelo jornalista Jacques Bellegarde e pelo detetive Chantecoq. Belphegor é revelado ser a amante de Bellegardes, Simone Desroches, que descobriu sobre o tesouro em um manuscrito do astrólogo de Catarina de Médicis, Ruggieri.

## Elenco
- René Navarre	 ...	Chantecoq
- Elmire Vautier	 ...	Simone Desroches (creditada Élmire Vautier)
- Lucien Dalsace	 ...	Jacques Bellegarde
- Michèle Verly	 ...	Colette Barjac (creditada Michelle Verly)
- Genica Missirio	 ...	Maurice de Thouars
- Jeanne Brindeau	 ...	Elsa Bergen
- Alice Tissot	 ...	Baronne Papillon
- Albert Mayer
- Anna Lefeuvrier
- Georges Paulais	 ...	Ménardier
- Camille Bert
- Cesar-Tullio Terrore		 (creditado César-Tullio Terrore)
- Simone Montalet
- André Volbert	 ...	Chef de la Sûreté
- Émilien Richard	 ...	Baron Papillon
- Jeanne Bérangère		 (creditado Bérangère)
- Sylviane de Castillo
- Nicolas Redelsperger		 (creditado Redelsperger)

## Capítulos
1. Le Mystère du Louvre[7]
2. De Mystère en Mystère[8]
3. Le Fantôme Noir[9]
4. Les Deux Polices[10]